# 第184落下傘師団
第184落下傘師団 「ネンボ」（だいひゃくはちじゅうよんらっかさんしだん ネンボ、イタリア語：184  Divisione Paracadutisti Nembo）は、第二次世界大戦期のイタリア陸軍の空挺部隊である。

## 概要
「ネンボ」は1942年12月に第185落下傘師団「フォルゴーレ」の第185落下傘連隊から編成された。北アフリカに送られた第183落下傘連隊は壊滅し、パルチザンとの戦闘のために第185落下傘連隊は北東イタリアへ送られた後シチリアで進攻してくる連合国軍と戦った。シチリアから撤退するとイタリア本土でも戦い、1943年6月に師団の残存兵力はサルデーニャへ送られた。
イタリア降伏後、「ネンボ」の大部分はドイツ側につき最終的には第4降下猟兵師団の基礎となった。

## 歴史
1943年春に「ネンボ」は対パルチザン作戦のためにイタリアとの国境に近いユーゴスラビアの街ゴリツィアへ送られた。1943年6月に第183と第184落下傘連隊は想定される連合国軍の上陸に備えた防衛任務のためにサルデーニャへ送られた。第185落下傘連隊はカラブリアへ送られた。
1943年7月に連合国軍がシチリアへ上陸すると第185落下傘連隊は援軍として島へ送り込まれたが、その到着は大勢に影響を与えるには遅すぎたため連隊をイタリア本土へ退却するイタリア軍とドイツ軍の守る後衛部隊として再編することが決められた。連合国軍がイタリア南部に上陸すると師団はアスプロモンテ山塊で英第8軍と交戦し、1943年9月8日にカナダ軍の兵員に対し有名な戦闘を行った。
イタリアと連合国の間の講和後、第184落下傘連隊／第12大隊と大多数の第185落下傘連隊／第3大隊は退却するドイツ軍側につく一方で師団のその他の兵員はイタリア王国軍に参画した。
1944年1月、連合国軍はアンツィオへの上陸を開始した。ドイツ軍側についた「ネンボ」の大隊は海岸線の防衛のために送られ第4降下猟兵師団と共に戦った。
「ネンボ」の残存部隊は1945年5月4日に降伏した最後のイタリア軍部隊の一つであった。

## 戦闘序列
- 第183「ネンボ」落下傘連隊
  - 第10落下傘大隊
  - 第15落下傘大隊
  - 第16落下傘大隊
- 第184「ネンボ」落下傘連隊
  - 第12落下傘大隊
  - 第14落下傘大隊
  - 第23落下傘大隊
- 第185「ネンボ」落下傘連隊
  - 第3落下傘大隊
  - 第8落下傘大隊
  - 第11落下傘大隊
- 第184「ネンボ」砲兵連隊
- 第184緊急工兵大隊（184. Guastatori Engineer Battalion） [1]